# Companhia Riograndense de Adubos
Companhia Riograndense de Adubos (CRA) foi uma empresa de fertilizantes brasileira.
Foi fundada a 30 de junho de 1950 por iniciativa da indústria francesa Réna Engrais et Produits Chimiques, em conjunto com o Instituto Rio Grandense do Arroz (IRGA). Em 1975 tinha como sócios a Wintershall A. G. da Alemanha, a Granja Carola S/A entre outros brasileiros. Em junho de 1953 inaugurou sua primeira fábrica, uma planta de superfosfato no porto de Rio Grande.
Em 1962, esta unidade foi ampliada, iníciando-se a fabricação de superfosfato simples. Em 1964, implantava a unidade de ácido sulfúrico de Porto Alegre, pioneira no Brasil, com equipamento para a granulação de adubos. Em 1974 era presidida por Ubirajara de Jesus Pereira. Até o final de 1978 pertencia à Wintershall, subsidiária da multinacional alemã Basf.
Foi adquirida em 1979 pelo grupo Olvebra. Teve ações negociadas na Bovespa (atual B3) de maio de 1981 a setembro de 1987, seu registro foi cancelado em 19 de dezembro de 1990, quando foi incorporada ao grupo Petropar, como Petropar Riograndense.
O ambientalista José Lutzemberger trabalhou por sete anos na companhia.